# Pälsmössa m/1885

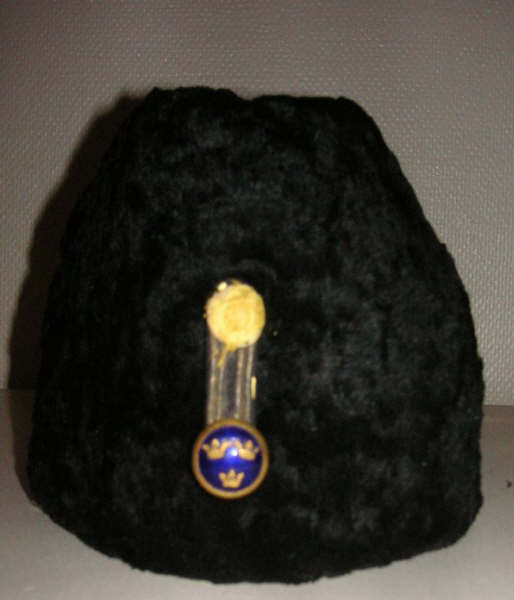
Pälsmössa m/1885 för officer

Pälsmössa m/1885 var en pälsmössa som användes inom försvarsmakten.

## Utseende
Denna pälsmössa är tillverkad i svart skinn och har på framsidan – om vederbörande är officer – agraff och kokard m/1865. Manskapet å andra sidan bar sin kompanisiffra på framsidan. 

## Användning
Denna pälsmössa fick användas vid hela armén fram till och med år 1914.